# Офали
Офали (на английски: County Offaly, Каунти Офали; на ирландски: Contae Uíbh Fhailí) е едно от 26-те графства на Ирландия. Намира се в провинция Ленстър. Граничи с графствата Голуей, Килдеър, Роскомън, Уестмийт, Мийт и Лийш. Има площ 1999 km². Население 70 868 жители към 2006 г. Главен град на графството е Тъламор. Градовете в графството са Банахър, Бир, Денгън, Идъндери, Килохи, Клара, Клохан, Маунтбоулъс, Мънигал, Стриймстаун, Тъламор (най-голям по население), Фърбан, Хорслийп и Шинроун.